# سالسولينول
السالسولينول مركب كيميائي مشتق من الدوبامين يضطلع في التعديل العصبي، وهو سامٌ للعصَب. 
ارتبط المركب باضطرابات الدوبامين مثل مرض باركنسون وإدمان الكحول. يُصطنع السالسولينول في جسم الإنسان، ويوجد في العديد من المصادر الغذائية الشائعة.